# Václav Hošek (atlet)
Václav Hošek (18. srpna 1909 Vamberk – 21. června 1942) byl československý atlet, účastník LOH 1936 v závodě na 3000 metrů překážek, účastník domácího protifašistického odboje.

## Život
V roce 1922 se s rodinou přestěhoval do Horního Bezděkova, v roce 1924 do Unhoště. Vyučil se knihařem a poté absolvoval obchodní školu (1939-1941). Po většinu života však byl bez stálého zaměstnání a příjmu. Možná z existenciálních důvodů vykradl v roce 1934 pražskou trafiku a následně ukrýval vojenského zběha, avšak za tyto trestné činy byl po právu odsouzen k šesti měsícům těžkého žaláře. V jeho životě se jednalo o ojedinělý exces.
Během druhé světové války se zapojil v rámci skupiny Miroslava Hůly do domácího odboje řízeného ze SSSR. Tato skupina však byla v roce 1941 prozrazena. V následném soudním procesu byl Hošek odsouzen k 15 letům těžkého žaláře. K výkonu trestu byl pak eskortován do města Bayreuth, kde se pokusil dne 21. června 1942 při práci na zdejších polích o útěk. Při útěku byl však smrtelně postřelen místním zemědělcem Ludwigem Babelem. Samotný pachatel byl po válce rozsudkem československého Mimořádného lidového soudu v Praze odsouzen k 22 letům těžkého žaláře.
Podle literatury a řady dalších periodik se předpokládalo, že Hošek zemřel až v červnu roku 1943, nicméně nejnovější archivní výzkumy tuto tezi prokazatelně vyvracejí.

## Atletická kariéra
Atletice se začal věnovat v roce 1931 během vojenské služby. Od roku 1935 závodil za SK Kladno, v letech 1938-1940 za Spartu Praha. V letech 1935 a 1940 se stal mistrem Československa, resp. Čech a Moravy v závodě na 3000 metrů překážek. Reprezentoval Československo na Letních olympijských hrách 1936 v Berlíně, vypadl v rozběhu kvůli zdravotním problémům. V roce 1940 zvítězil v závodě Běchovice-Praha.

## Osobní rekordy
- 3000 m př. – 10:09,4 (1935)